# Kongl. Vetenskaps Academiens Nya Handlingar
Kongl. Vetenskaps Academiens Nya Handlingar (abreviado Kongl. Vetensk. Acad. Nya Handl.) fue una revista con ilustraciones y descripciones botánicas que fue editada en Suecia. Publicados 33 volúmenes en los años 1780-1812. Fue precedida y reemplazada por Kongl. Vetenskaps Academiens Handlingar.